# Ахметханов, Салимхан Миннеханович
Салимхан Миннеханович Ахметханов (1 декабря 1949 — 14 апреля 2006) — депутат Государственной думы третьего созыва.

## Образование
Окончил Казанский сельскохозяйственный институт по специальности «инженер-механик» в 1977 году, Московскую академию народного хозяйства при Правительстве РФ по специальности «менеджер высшей категории» в 1993 году.

## Работа
С 1966 по 1973 год работал каменщиком, трактористом, слесарем, бухгалтером, механиком совхоза «Тукаевский» Сармановского района. В 1973-1986 — главный инженер, директор совхоза «Шуганский». В 1986-1987 — заместитель председателя исполкома Новошемшинского районного Совета Татарской АССР. В 1987-2000 — директор совхоза «Петровский», затем — генеральный директор агрокомплекса «Петровский» Сармановского района Республики Татарстан.

## Политическая деятельность
Избирался народным депутатом, членом Верховного Совета РФ (1991—1993), депутатом Государственного Совета Республики Татарстан (1995—2000).
В декабре 1999 года был избран депутатом Государственной Думы РФ третьего созыва по избирательному округу No 24 (Набережные Челны, Татарстан), был членом группы «Народный депутат», членом Комитета ГД по экологии.